# Aleksandar Ivić
Pour les articles homonymes, voir Ivić.
Aleksandar Ivić (en serbe cyrillique : Александар Ивић ; né le 6 mars 1949 à Belgrade et mort le 27 décembre 2020 à Belgrade) est un mathématicien yougoslave puis serbe. Il était membre de l'Académie serbe des sciences et des arts.
Aleksandar Ivić est spécialiste de la théorie analytique des nombres.

## Biographie
Aleksandar Ivić est le fils de deux célèbres linguistes, universitaires et académiciens Pavle Ivić (1924-1999) et Milka Ivić (1923-2011). Son grand-père paternel était l'historien Aleksa Ivić (1881-1948) et son arrière-grand-père maternel était le poète Vojislav Ilić (1862-1894), le fils de l'écrivain et ministre Jovan Ilić (1824-1901).
En 1967, il a participé aux Olympiades internationales de mathématiques. En 1973, il a obtenu sa maîtrise de la Faculté des sciences de l'université de Belgrade et il a passé son doctorat en 1975 avec une thèse dirigée par Đuro Kurepa et portant Sur certaines classes de fonctions arithmétiques liées à la distribution des nombres premiers (en serbe : O nekim klasama aritmetičkih funkcija koje su vezane za raspodelu prostih brojeva). Il a travaillé à la Faculté des mines et de géologie de l'université de Belgrade au Département de mathématiques appliquées, où il a été élu professeur titulaire en 1988 ; il est devenu professeur émérite de cette faculté en 2014.
Il a été élu membre correspondant de l'Académie serbe des sciences et des arts (SANU) en 1988 et membre de plein droit en 2000.
Aleksandar Ivić est décédé le 27 décembre 2020 à Belgrade.

## Vie privée
D'un premier mariage, Aleksandar Ivić a eu deux filles, Natalija (1980) et Emilia (1984). Il s'est remarié à Sanda Rašković Ivić, avec qui il a eu un fils, Jovan (1997).

## Ouvrages et articles (sélection)
La bibliographie d'Aleksandar Ivić, telle qu'elle est présentée par l'Académie serbe des sciences et des arts, compte 231 publications, ouvrages ou articles scientifiques.
- (en) Aleksandar Ivić, « An asymptotic formula for elements of a semigroup of integers », Matematički Vesnik, Belgrade, vol. 10-25,‎ 1973, p. 255-257
- (en) Aleksandar Ivić, « An application of Dirichlet series to certain arithmetical functions », Mathematica Balkanica, no 3,‎ 1973, p. 158-165
- (en) Aleksandar Ivić, « On certain functions that generalize von Mangoldt's function {\displaystyle \Lambda (n)} », Matematički Vesnik, Belgrade, vol. 12-27,‎ 1975, p. 361-366
- (en) Aleksandar Ivić et Jean-Marie De Koninck, « On asymptotic formula for reciprocals of logarithms of certain multiplicative functions », Bulletin canadien de mathématiques, no 21,‎ 1978, p. 409-413
- (en) Aleksandar Ivić et Paul Erdős, « Estimates for sums involving the largest prime factor of an integerand certain related additive functions », Studia scientiarum mathematicarum hungarica, Budapest, no 15,‎ 1980, p. 183-199
- (en) Aleksandar Ivić et Wolfgang Schwartz, « Remarks on some number-theoretical functional equations », Aequationes Mathematicae, Waterloo (Ontario), no 20,‎ 1980, p. 80-89
- (en) Aleksandar Ivić, « Exponent pairs and the zeta-function of Riemann », Studia scientiarum mathematicarum hungarica, Budapest, no 15,‎ 1980, p. 157-181
- (en) Aleksandar Ivić et Jean-Marie De Koninck, Topics in arithmetical functions : asymptotic formulae for sums of reciprocals of arithmetical functions and related results, Amsterdam, North Holland, 1980, 262 p.
- (en) Aleksandar Ivić, Topics in recent zeta-function theory, Orsay, Publications mathématiques d'Orsay, 1983, 272 p.
- (en) Aleksandar Ivić et Carl Pomerance, « Estimates for certain sums involving the largest prime factor of an integer », Actes de la Conférence de Budapest sur la théorie des nombres de juillet 1981, Amsterdam, North Holland,‎ 1984, p. 769-789
- (en) Aleksandar Ivić, The Riemann zeta-function, New York, John Wiley & Sons, 1985, 517 p.
- (en) Aleksandar Ivić, Paul Erdős et Carl Pomerance, « On sums involving reciprocals of the largest prime factor of an integer », Glasnik Matematički, Zagreb, vol. 21 (41),‎ 1986, p. 283-300
- (en) Aleksandar Ivić et Gérald Tenenbaum, « Local densities over integers free of large prime factors », Quarterly Journal of Mathematics, Oxford, vol. (21) 37,‎ 1986, p. 401-417
- (en) Aleksandar Ivić and Novak (no other information) "handwritten letter regarding even exponents" https://archive.org/details/lettre-manuscrite-de-ivic-a-dear-novac Lettre datant de septembre1987 trouvée dans un exemplaire du livre "The Riemann Zeta-Function" de la bibliothèque de l'UNIGE, c'est une lettre d'Aleksandar Ivic mathématicien serbe, elle était envoyée à un certain "Dear Novak" qui aurait côtoyer l'université de Genève à cette époque là. Le contenu fait référence à la définition écrite des exposants paires (AB^(1-r) < ou = valeur absolue (f dérivée r fois (x)) < ou = AB^(1-r) (r = 1;2;3;..) avec B < ou = x < ou = 2B et f appartenant à C^r[B,2B]) moyennement rigoureuse, la volonté de Ivic était de corriger cette "erreur" de définition par une autre d'un certain SWGraham. https://archive.org/details/lettre-manuscrite-de-ivic-a-dear-novac
- (en) Aleksandar Ivić, « The general divisor problem », Journal of Number Theory, Columbus, no 27,‎ 1987, p. 73-91
- (en) Aleksandar Ivić et Gérald Tenenbaum, « Local densities over integers free of large prime factors », Quarterly Journal of Mathematics, Oxford, vol. (21) 37,‎ 1986, p. 401-417
- (en) Aleksandar Ivić et Matti Jutila, « Gaps between consecutive zeros of the Riemannzeta-function », Monatshefte für Mathematik, Vienne, no 105,‎ 1988, p. 59-73
- (en) Aleksandar Ivić et James Lee Hafner, « On the mean square of the Riemann zeta-function on the critical line », Journal of Number Theory, Columbus, no 32,‎ 1989, p. 151-191
- (en) Aleksandar Ivić et Yōichi Motohashi, « A note on the mean-value of the zeta and L-functions », Proceedings of the Japan Academy, Series A, no 66,‎ 1990, p. 150-152
- (en) Aleksandar Ivić, Lectures on Mean Values of the Riemann Zeta Function, Bombay, Tata Institute of Fundamental Research, 1991, 363 p. (lire en ligne [PDF])
- (sr) Aleksandar Ivić et Slobodan Vujić, Matematički metodi u rudarstvu i geologiji [« Les Méthodes mathématiques dans l'exploitation minière et la géologie »], Belgrade, Faculté des mines et de géologie de l'université de Belgrade, 1991, 328 p.
- (en) Aleksandar Ivić, Rajangam Balasubramanian et Kanakanahalli Ramachandra, « The mean square of the Riemann zeta-function on the line {\displaystyle \sigma =1} », L'Enseignement mathématique, Genève, no 38,‎ 1992, p. 13-25
- (en) Aleksandar Ivić et Ivan Gutman, « On Matula numbers », Discrete Mathematics, no 150,‎ 1992, p. 131-142
- (en) Aleksandar Ivić et Isao Kiuchi, « On some integrals involving the Riemann zeta-function in the critical strip », Publikacije Elektrotehničkog fakulteta, Belgrade, no 5,‎ 1994, p. 19-28
- (en) Aleksandar Ivić et Žarko Mijajlović, « On Kurepa's problems in number theory », Publications de l'Institut mathématique, Belgrade, no 57 (71),‎ 1995, p. 19-28
- (en) Aleksandar Ivić, « An approximate functional equation for a class of Dirichlet series », The Journal of Analysis, Madras, no 3,‎ 1995, p. 241-252
- (sr) Aleksandar Ivić, Uvod u analiticku teoriju brojeva [« Introduction à la théorie analytique des nombres »], Sremski Karlovci-Novi Sad, Izdavačka knjižarnica Zorana Stojanovića, 1996, 389 p.
- (en) Aleksandar Ivić, « The Voronoi identity via the Laplace transform », The Ramanujan Journal, no 2,‎ 1998, p. 39-45
- (en) Aleksandar Ivić, Kohji Matsumoto et Yoshio Tanigawa, « On Riesz means of thecoefficients of the Rankin-Selberg series », Mathematical Proceedings of the Cambridge Philosophical Society, Genève, no 127,‎ 1999, p. 117-131
- (en) Aleksandar Ivić et Michel Balazard, « The mean square of the logarithm of the zeta-function », Glasgow Mathematical Journal, no 42,‎ 2000, p. 157-166
- (en) Aleksandar Ivić, « On sums of Hecke series in short intervals », Journal de Théorie des Nombres de Bordeaux, no 13,‎ 2001, p. 453-468
- (en) Aleksandar Ivić, The Riemann zeta-function, New York, Dover, 2003, 517 p. (2de édition)
- (en) Aleksandar Ivić, « On the integral of Hardy's function », Archiv Mathematik, Bâle-Stuttgart, no 83,‎ 2004, p. 41-47
- (en) Aleksandar Ivić, « The Mellin transform of the square of Riemann's zeta-function », International Journal of Number Theory, no 1,‎ 2005, p. 65-73